# Собор Успения Пресвятой Девы Марии (Труа-Ривьер)
Собор Успения Пресвятой Девы Марии ( фр. Cathédrale de l’Assomption de Marie) — католическая церковь, находящаяся в городе Труа-Ривьер, провинция Квебек, Канада. Церковь является Кафедральным собором епархии Труа-Ривьера. Собор принадлежит католическому приходу Непорочного Зачатия Пресвятой Девы Марии, в который также входят церкви Пресвятой Девы Марии Семи Скорбей, святого Филиппа, святого Франциска Ассизского и святой Цецилии.

## История
Первая деревянная церковь в Труа-Ривьере была построена в 1678 году, которая в начале XVIII века значительно разрушена и на её месте в 1709 году началось строительство каменного храма, которое завершилось в 1713 году. В 1908 году этот храм значительно пострадал от пожара.
В июне 1852 года Святой Престол учредил епархию Труа-Ривьера, после чего 6 марта 1854 года началось строительство собора в Труа-Ривьере по проекту архитектора Виктор Бурго, который при проектировании храма использовал модели церкви святого Петра в Монреале и церкви Пресвятой Троицы в Нью-Йорке. 29 сентября 1858 года собор Успения Пресвятой Девы Марии был торжественно освящён. Строительство церкви было полностью завершено в 1905 году.
В 1915 году в соборе были установлены витражи работы монреальского художника Гвидо Нинкьери.
В 1992 году в соборе был установлен орган модели Casavant, Opus 565, 1914 / Opus 1851, 1946.